# Szarkádi II. kúp 2. rombarlangja
A Szarkádi II. kúp 2. rombarlangja rombarlang, amely a Tihanyi-félszigeten, a Balaton-felvidéki Nemzeti Park területén található.

## Leírás
A Szarkádi-tető Ny-i részében lévő egyik forráskúpban található. Megközelíthető a sárga + jelzésű útról. A kis tisztásnál (a sárga jelzésű útba való betorkollástól 50 m-re É-ra) DK-re kell letérni és mintegy 20–25 m-t haladni. A forráskúpban két rombarlang található. A keresett 2. rombarlang a kúp ÉNy-i részében van. A forráskúp DNy-i részében található a Szarkádi II. kúp 1. rombarlangja.
Meszes hidrokvarcitban alakult ki. A szétbontott barlang egy négyszögletes, 180 cm mély, nyitott felével ÉK-re néző beszakadás. Befelé tartó hossztengelye mellett 3 m, széltében 2 m-es a barlangmaradvány. Átlagmagassága és térfogata kérdéses. Jobb oldali fala nagyon aláhajló, boltozódásszerű. E falat sűrűn borítják apró pizolitok. Jelenlegi állapotában kis jelentősége van. A feltárása barlanggá növelné a beszakadást és további mikroformákat tenne hozzáférhetővé. Alja lágyszárú növényekkel benőtt törmelék.
Előfordul az üreg az irodalmában Szarkádi II.kup 2.rombarlangja (Eszterhás 1989), Szarkádi II. kúp 2. barlangja (Eszterhás 1997), Szarkádi II. kúp 2. barlangromja (Eszterhás 1983) és Szarkádi II. kúp 2. ürege (Eszterhás 1987) neveken is. 1983-ban volt először Szarkádi II. kúp 2. rombarlangja néven említve a rombarlang az irodalmában.

## Kutatástörténet
Először, 1983-ban Eszterhás István írt az üregről tihanyi szpeleográfiai jelentésében. 1983-ban Eszterhás István és Jákói István mérték fel az üreget, majd Eszterhás István a felmérés felhasználásával elkészítette az üreg alaprajz térképét. Kordos László 1984-ben megjelent könyvének országos barlanglistájában meg lett említve a Tihany, Szarkádi-mező gejzírkúpjának üregei kifejezés, ami a barlanglista szerint azonos a Hálóeresztői-kőfülkével és térképen van feltüntetve helye. A Hálóeresztői-kőfülke azonos a Szarkádi-sziklaeresszel, a Szarkádi-üreggel és a Szarkád-tetői-barlanggal.
1987-ben Eszterhás István írta le részletesen a rombarlangot. Az Eszterhás István által 1989-ben írt, Magyarország nemkarsztos barlangjainak listája című kéziratban az olvasható, hogy a Bakony hegységben, a 4463-as barlangkataszteri területen, Tihanyban létezett Szarkádi II.kup 2.rombarlangja gejziritben alakult ki. A barlang szét van bontva. A listában meg van említve az a Magyarországon, nem karsztkőzetben kialakult, létrehozott 220 objektum (203 barlang és 17 mesterséges üreg), amelyek 1989. év végéig váltak ismertté. Magyarországon 40 barlang keletkezett gejziritben. Az összeállítás szerint Kordos László 1984-ben kiadott barlanglistájában fel van sorolva 119 olyan barlang is, amelyek nem karsztkőzetben jöttek létre.
Az Eszterhás István által 1993-ban írt, Magyarország nemkarsztos barlangjainak lajstroma című kéziratban meg van említve, hogy a Bakony hegységben, a 4463-as barlangkataszteri területen, Tihanyban helyezkedik el a Szarkádi II. kúp 2. rombarlangja. A gejziritben keletkezett barlang szét van bontva. Az összeállításban fel van sorolva az a Magyarországon, nem karsztkőzetben kialakult, létrehozott 520 objektum (478 barlang és 42 mesterséges üreg), amelyek 1993 végéig ismertté váltak. Magyarországon 40 barlang, illetve mesterségesen létrehozott, barlangnak nevezett üreg alakult ki, lett kialakítva gejziritben. A Bakony hegységben 123 barlang jött létre nem karsztkőzetben. A 2001. november 12-én készült, Magyarország nemkarsztos barlangjainak irodalomjegyzéke című kézirat barlangnévmutatójában szerepel a Szarkádi II. kúp 2. rombarlangja. A barlangnévmutatóban fel van sorolva 8 irodalmi mű, amelyek foglalkoznak az üreggel.

## További irodalom
- Eszterhás István: A Tihanyi-félsziget barlangkatasztere. Kézirat, 1984. (A kézirat megtalálható a Magyar Karszt- és Barlangkutató Társulat Adattárában és a KvVM Barlang- és Földtani Osztályon.) (Néhány oldallal és fényképpel bővebb, mint az 1987-es nyomtatott változat.)
- Eszterhás István: A Bakony nemkarsztos barlangjainak genotipusai és kataszteri jegyzéke. Kézirat. Budapest, 1986. Szerződéses munka az Országos Környezet- és Természetvédelmi Hivatalnak.

## Külső hivatkozás
- Eszterhás István – Szentes György szerk.: Magyarország nemkarsztos barlangjainak katasztere. A List of Non-karstic Caves of Hungary.